# Terpna dorsocristata
Terpna dorsocristata là một loài bướm đêm trong họ Geometridae.